# 基线隧道
基线隧道是一种隧道的类型，主要是指穿过一座山口的基部修建的铁路隧道。这种类型的隧道通常在大约相同的高度上连接两条山谷。
在最初建造时，由于技术上的限制和费用，传统的铁路线在穿过山地时试图尽量减少挖掘隧道，因此需要长和陡峭的坡度和许多弯道，甚至螺旋形展线。 隧道通常更短并且在山口处更高的位置。 这样的隧道有时也称为顶端隧道（英語：culmination tunnels），尤其是在有一条基线隧道穿过同一座山脉的基部时。
基线隧道采取相反的做法，尽量减少或消除坡度与曲线，因此需使用更长的隧道，但总行程距离更短。 
这提高了允许的行驶速度并且节约了能源消耗。 

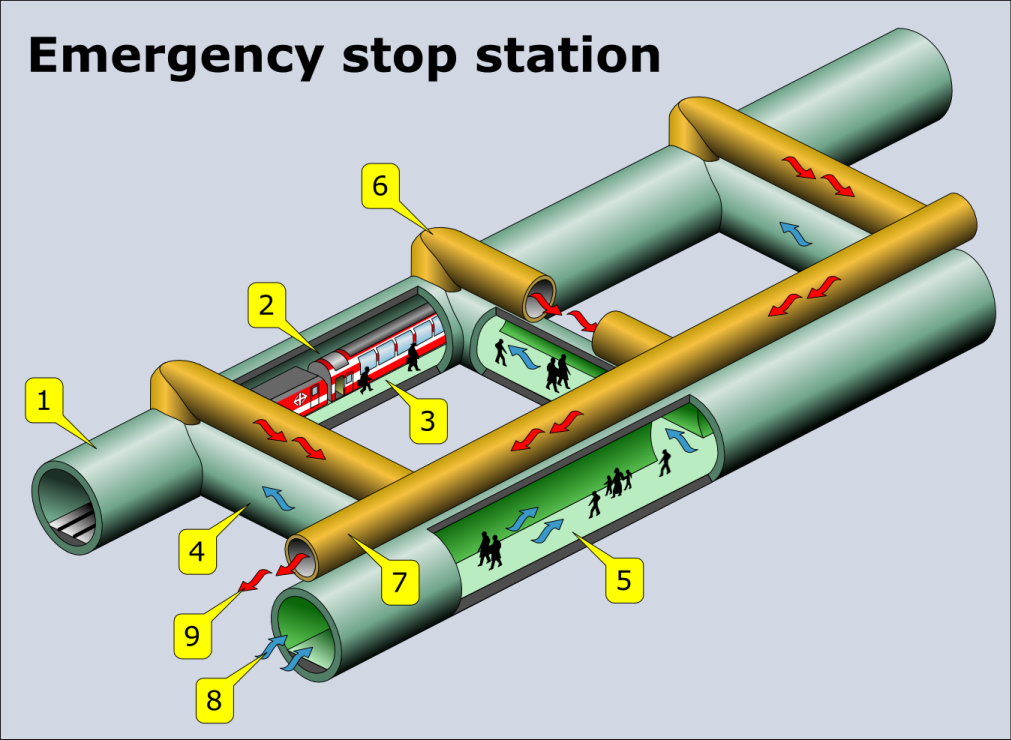
结构图展示在欧洲的一种普通的基线隧道施工方法；它们每隔几百米的距离就有通道连接两条隧管，以便在紧急情况下开展撤离
[图像显示了哥达基线隧道的一个疏散车站，其是世界上最长的铁路隧道 – 57 km]

一些最著名的基线隧道是(包括长度、通车时间和位置)：
- 哥达基线隧道（57.1公里，2016年），瑞士
- d'Ambin山基线隧道（57km， 计划），法国和意大利
- 布伦纳基线隧道（55公里， 预计 2025年），奥地利和意大利
- 勒奇山基线隧道（34.6公里，2007年），瑞士
- Koralm隧道（32.9公里， 预计2022年），奥地利
- 关角隧道（32.6公里，2014年），中国
- 太行山隧道（27.8公里，2009年），中国
- 塞默灵基线隧道 (27.3公里， 预计2025年)，奥地利
- Pajares基线隧道 (24.7公里， 预计2012年，但是目前不可用)、西班牙
- 吕梁山隧道（20.8公里，2011年），中国
- Zimmerberg基线隧道 (20公里， 计划)，瑞士
- 亚平宁基线隧道 (18.5公里，1934年)，意大利
- 切內里基線隧道 (15.4公里，2020年)，瑞士
- 富尔卡基线隧道 (15.4公里，1982年)，瑞士
- 大瑶山隧道（14.3公里，1988年），中国
- 大别山隧道（13.3公里，2008年），中国
- 金寨隧道（10.8公里，2008年），中国

穿过圣加布里埃尔山脉的基线隧道已被提议作为加州高铁系统的一部分。